# David Doyle
David Fitzgerald Doyle (1 december 1929 – 26 februari 1997) was een Amerikaans acteur die bekend was als detective John Bosley in Charlie's Angels.